# Poeta pozwany
Poeta pozwany – film dokumentalny w reżyserii Grzegorza Brauna z 2012 roku, dotyczący sporu sądowego pomiędzy poetą Jarosławem Markiem Rymkiewiczem a spółką Agora S.A.
W filmie ukazano warsztat pracy poety, fragmenty rozpraw sądowych i jego komentarze do nich.
Film był rozpowszechniany na DVD jako dodatek do nr 22 (992) „Gazety Polskiej” z dnia 30 maja 2012 roku w nakładzie 139 953 sztuk. Oficjalny pokaz premierowy filmu odbył się 28 maja 2012 roku w Kinotece w Pałacu Kultury i Nauki. Jeszcze przed nim film wyświetlany był na projekcjach polonijnych: 5 maja 2012 roku w Nowym Jorku, 18 maja w Ottawie, a 19 maja – w Scarborough (Toronto). W Polsce pokazy organizowano m.in. w Kutnie czy Bielsku-Białej.
W 2012 roku o filmie pisano na portalu Fronda.pl oraz w tygodniku „Newsweek Polska”.